# Пашуто, Владимир Ростиславович
Влади́мир Ростисла́вович Пашуто́ (1942—2008) — российский политический деятель. Депутат Государственной думы второго (1995—1999) и третьего созывов (1999—2003), член фракции КПРФ и Агропромышленной депутатской группы.

## Биография
Родился 18 апреля 1942 года в Нижнем Тагиле Свердловской области в семье рабочих.
После окончания технического училища начал трудовую деятельность слесарем-сборщиком на Уралвагонзаводе. В 1962—1965 годах служил в СА.
В 1977 году окончил Нижнетагильский государственный педагогический институт. В Лабинске в течение 15 лет работал преподавателем сельскохозяйственного техникума, военруком, заместителем директора по производственному обучению. Создал базу производственного обучения.
В начале 1990-х принял активное участие в воссоздании партийной организации в Краснодарском крае. С 1993 года являлся руководителем Лабинского городского партийного отделения, членом Краснодарского краевого комитета КПРФ. Избирался делегатом II конференции, III съезда КПРФ. Был делегатом I Конгресса народов СССР. Работал в аппарате ЦК КПРФ. Занимался вопросами развития и совершенствования социально-экономической политики партии на современном этапе. Был кандидатом в члены ЦК КПРФ.
В 1994 году избран депутатом Краснодарского краевого законодательного собрания. До избрания в Государственную думу был председателем Лабинского территориального комитета профсоюза рабочих местной промышленности и коммунально-бытовых предприятий.
В 1995 году избран депутатом Государственной думы второго созыва по Армавирскому одномандатному избирательному округу № 38 Краснодарского края. Первоначально в ноябре 1995 года Пашуто был выдвинут кандидатом от КПРФ. Однако с учётом просьбы профсоюзов Кубани он баллотировался от избирательного блока «Профсоюзы и промышленники России — Союз Труда». Пашуто победил на выборах в округе, набрав 20,87 % голосов. В голосовании приняли участие 61,60 % зарегистрированных избирателей (349,2 тыс. человек), в округе баллотировалось 11 кандидатов. Главными соперниками Пашуто по округу были В. Ю. Жириновский, редактор армавирского выпуска газеты «Правда Жириновского» (13,82 % голосов), и Т. С. Соловьёва, главный редактор лабинской городской «Провинциальной газеты» от движения «Наш дом — Россия» (11,76 % голосов). Вошёл в состав фракции КПРФ. Был членом Комитета по труду и социальной политике.
В 1999 году избран депутатом Государственной думы третьего созыва по Армавирскому одномандатному избирательному округу № 38 Краснодарского края. Был выдвинут от КПРФ, в Госдуме вошёл в состав Агропромышленной депутатской группы. Был заместителем председателя Комитета по труду и социальной политике. Член Комиссии по подготовке к рассмотрению Государственной думой проекта Трудового кодекса Российской Федерации, член Комиссии по проблемам разрешения трудовых споров и конфликтов на предприятиях.
В 2003 году баллотировался в депутаты Государственной Думы четвёртого созыва по Армавирскому одномандатному избирательному округу. На выборах занял второе место (23,40 % или 62,5 тыс. голосов), уступив кандидату от «Единой России» Николаю Литвинову (46,17 % или 123,3 тыс. голосов). Перед выборами в Краснодарском крае была проведена «нарезка округов»: из Армавирского округа был исключён Гулькевичский район, который на прошлых выборах давал Пашуто стабильную весомую поддержку. В 1995 и 1999 годах в этом районе Пашуто получил около 15 % от всех голосов, поданных за кандидата. Таким образом, из округа была удалена значительная часть «базы электората» Пашуто.
Умер 30 апреля 2008 года.

### Интервью
- Есть ли перспективы у российских пенсионеров? // iamik.ru, 25 апреля 2003.